# Sakeus Koivunen
Sakeus Koivunen, född den 30 november 1883, död 1918, var en finsk insjöpråmskeppare från Murole.
Koivunen är omtalad för sin medverkan i grymheter i Tammerfors fångläger 1918, där han tjänstgjorde som assistent till fängelsets stabschef Johannes Tamminen(fi). Han utförde piskstraff, avrättade åtskilliga fångar och till och med sköt en kvinna som hade kommit med mat till sin make. Han försvann hösten 1918 och hans kropp hittades under en ladugård i juli 1919.